# Raquel Payà Ibars
Raquel Maria Payà Ibars (la Font de la Figuera, València, 14 de maig de 1918 - València, 12 de juny de 1972) fou una doctora en pedagogia.

## Biografia
Filla de la mestra i escriptora de Dénia Ana Maria Ibars Ibars. Després d'estudiar batxillerat, es matriculava a la facultat de Filosofia i Lletres de València, on es doctoraria en Pedagogia. Més endavant exerciria com a professora en aquesta mateixa facultat.
Formà part del Pla Professional (1934-1938) i va ser deixebla de Carmen García de Castro, Angelina Carnicer, Maria Villén, Concepción Tarazaga i Julio Cosin, professors normalistes a l'avantguarda pedagògica, sent formada així en la metodologia de l'Escola Nova. Aquesta pedagoga va consagrar la seua tasca professional com a «mestra de mestres» a la reforma pedagògica en tots els àmbits de l'educació i, especialment, en l'àrea de la infància i la joventut inadaptades.
El 1955, quan era professora a l'Escola de Magisteri de Valladolid, va realitzar una exposició a la XXIV Setmana d'Educació Nacional.
El 1962, sent professora de pedagogia de l'Escola de Magisteri de Madrid, va realitzar una ponència amb el títol Cómo alcanzar la plenitud humana en el aspecto mental a Tarragona a l'Instituto Nacional de Enseñanza Media Antonio Martí Franquès, dins un cicle de conferències.
El 1965, sent professora de l'Escola de Magisteri de València, va realitzar una xerrada a Girona a l'escola de Magisteri. També, a Barcelona participà en el VII Congreso Cinematográfico Internacional amb la ponència Televisión, instrumento educativo.
Estava casada amb el pintor valencià Juan Enrique Pastor de Velasco.

## Reconeixement i memòria
A la ciutat de València, al barri En Corts, districte Quatre Carrers, de la junta de Russafa, des del 1980, té dedicada una plaça, anomenada Plaça de Raquel Payà (Pedagoga). A la Font de la Figuera se li ha dedicat una Avinguda i una Travessia.
A Dénia hi ha un Centre d'Educació Especial Comarcal Arxivat 2015-04-02 a Wayback Machine. que porta el seu nom. A la ciutat de València hi ha un Col·legi Arxivat 2015-04-02 a Wayback Machine. d'educació infantil i primària amb el seu nom.
Pel decret 234/2007, de 7 de desembre, del Consell, es creen els Premis Raquel Payá, de la Generalitat Valenciana, que s'atorguen des de l'any 2008, per tal de reconèixer i premiar públicament els menors que es troben en centres socioeducatius complint mesures judicials per a la seua reeducació i reinserció social.

## Obres
- Best, J.W.. Cómo investigar en educación.  Morata, 1967. «Introducció a la versió castellana Maria-Raquel Payà Ibars»
- Servicios sociales a la infancia inadaptada. Revista de educación (Madrid), ISSN 0034-8082, Nº. 135, 1961, pags. 7 - 11
- Interferencias entre afectividad y aprendizaje. Revista de educación (Madrid), ISSN 0034-8082, Nº 127, pags. 28 - 31
- La realidad del hijo. Escuela Española, Any XIV, núm. 687, 8 d'abril de 1954, pàg. 199
- PAYÁ IBARS, María Raquel; (1960), Objetivos, organización y métodos de la educación de adultos, Bolaños y Aguilar, Madrid
- PAYÁ IBARS, María Raquel; (1960), Mentiras del niño, mentiras al niño y educación en la verdad, Gráf. F. Martínez, Madrid
- PAYÁ IBARS, María Raquel; (1961), El Servicio Social y la inadaptación de la infancia y de la juventud, Dirección General de Sanidad: Servicios de Protección Maternal e Infantil, Ministerio de la Gobernación, Madrid
- PAYÁ IBARS, María Raquel; (1968), Cada día: Geografía e Historia: quinto curso, Hijos de Santiago Rodríguez, Burgos